# أندريه ري (عالم نفس)
أندريه ري هو عالم نفس سويسري، ولد في 1906، وتوفي في 1965.